# 斯圖爾
斯圖爾（挪威語：Stord）是挪威的一個市镇，位於韦斯特兰郡，行政中心为萊爾維克镇。市镇面积为144平方公里，人口数量为18,759人（2020年），人口密度为每平方公里136.5人。

## 外部連結
- 市政情況說明書 （页面存档备份，存于）在挪威統計局 （挪威語）